# 워싱턴 협정
워싱턴 협정(크로아티아어: washingtonski sporazum, 보스니아어: vašingtonski sporazum, 영어: Washington Agreement)은 보스니아 헤르체고비나 공화국과 헤르체그보스니아 크로아티아 공화국이 1994년 3월 18일 미국 워싱턴 D.C.에서 체결한 조약이다. 보스니아의 총리 하리스 실라이지치, 크로아티아의 외무장관 마테 그라니치, 헤르체그보스니아 크로아티아 공화국의 대통령 크레시미르 주바크 등이 서명했다. 협정에 따르면 크로아트인이 장악한 지역과 보슈냐크인이 장악한 지역을 10개 자치주로 분할하여 새롭게 보스니아 헤르체고비나 연방이 수립되었으며 크로아티아 방위평의회와 보스니아 헤르체고비나 공화국군 사이 발생했던 크로아티아-보스니아 전쟁도 종결되었다. 또한 하나의 민족이 다른 민족을 완전히 지배하는 일을 막기 위해 양 민족간 동등한 책임과 권리를 가진 칸톤 제도도 도입되었다.
이후 체결된 워싱턴 기본 협정은 크로아티아와 보스니아 헤르체고비나 연방 간의 느슨한 국가 연합(혹은 연방) 체제 수립을 목표로 삼았다. 워싱턴 협정은 보스니아-크로아티아 전쟁을 종식시켰지만 많은 문제를 해결하지 못한 채 남겨두었다. 또한 데이턴 협정과 함께 워싱턴 협정은 오늘날 전체적인 유고슬라비아 분쟁에서 가장 논란이 많은 정치적 해결책으로 언급된다.

## 서명

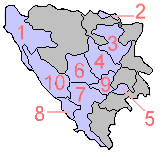
워싱턴 협정에 따라 세워진 보스니아 연방 내 10개 칸톤의 지도

1994년 3월 1일, 헤르체그보스니아 크로아티아 공화국과 보스니아 헤르체고비나 공화국은 워싱턴에서 차후 크로아티아까지의 편입을 내다본 "보스니아 헤르체고비나 연방 수립에 대한 예비협정"을 체결했다. 이 협정은 크로아티아의 마테 그라니치, 보스니아의 하리스 실라이지치, 헤르체그보스니아의 크레시미르 주바크가 서명했다. 이 협정에서는 연방 수립을 위한 즉각적이고 구체적인 조치를 취할 고위급 과도위원회의 수립도 담겨있었다. 이 과도위원회에서는 1994년 3월 4일 빈에서 작업을 시작해 3월 15일까지 아래 조치에 대한 초안을 내보내기 위해 노력했다.
1. 보스니아 헤르체고비나 연방의 헌법 수립
2. 크로아티아 공화국과 제안된 보스니아 헤르체고비나 연방 간의 연합이전합의
3. 제안된 보스니아 헤르체고비나 연방 영토 내 군사 배치에 대한 합의
4. 가능한 경우 기본 협정에 명시된 국가조직 수립과 필요하다고 간주되는 기타 조치를 포함한 연합 및 연방 수립 촉진을 위한 과도기적 조치[6]

크로아티아의 대통령 프라뇨 투지만과 보스니아 헤르체고비나의 대통령 알리야 이제트베고비치는 1994년 3월 18일 워싱턴 D.C.에서 크로아트인과 보슈냐크인과의 보스니아 헤르체고비나 연방 수립 및 관계에 대한 기본협정을 체결했다. 보스니아의 총리 하리스 실라이지치와 헤르체그보스니아의 대통령 의장 크레시미르 주바크는 같은 날 워싱턴 D.C.에서 헤르체그보스니아 크로아티아-보스니아 연방헌법 초안에 서명했다.
1994년 3월 30일 보스니아 헤르체고비나 연방 의회에서는 보슈냐크인과 크로아트인이 다수가 거주하고 있는 영토 내에서 보스니아 헤르체고비나 연방을 수립하는 연방헌법을 123명 재석에서 112명 찬성의 다수결로 통과시키며 보스니아 헤르체고비나 연방이 정식으로 발족했다.

## 같이 보기
- 보스니아 헤르체고비나 연방
- 보스니아 헤르체고비나 공화국
- 헤르체그보스니아 크로아티아 공화국
- 크로아티아-보스니아 전쟁
- 보스니아 전쟁
- 데이턴 협정
- 스플리트 협정

## 참고 문헌
- Allcock, John B.,  Marko Milivojevic, et al. Conflict in the Former Yugoslavia: An Encyclopedia (1998)